# Uep! Com anam?
Uep! Com anam? és un programa de televisió d'IB3 dedicat a la pagesia de les Illes Balears.
S'emet des del 2011 setmanalment, dijous a les 22:15h, per IB3 Televisió. També és pot veure en diferit al servei «IB3 a la carta» i al seu canal de YouTube.
Cada capítol consta de diverses entrevistes in situ a persones que mostren algun lloc o activitat pròpia de la ruralia balear. També hi ha una secció fixa de gastronomia (el Rebost) on els cuiners, mentre preparen plats tradicionals, expliquen històries personals. Igualment, totes les setmanes s'hi diuen gloses i dites de temàtica rural.
En emissió des del 2011, és el programa més veterà d'IB3 Televisió. Quan el 2018 la Corporació Catalana de Mitjans Audiovisuals (CCMA) i l'Ens Públic de Radiotelevisió de les Illes Balears (EPRTVIB) van posar en marxa el canal cultural Bon Dia TV, aquest va ser un dels programes triats per a formar-ne part. El 2021, el capítol que feia 500, amb un 9,5%, va aconseguir el millor resultat d'audiència dels darrers 5 anys. El 2023 se'n va emetre el capítol 600. És un espai molt popular, i es considera un dels «programes que aguanten l'audiència de la cadena».
El director n'és Jaume Rovira i els presentadors actuals són els següents:
- Toni Crespí ‘Ballador’, «l'amo de Can Uep»
- Felip Munar i Munar, «el mestre de Can Uep»
- Lander, «el jove pagès»
- Miquel Montoro, el «youtuber pagès»